# Exilarch
Der Exilarch (aramäisch resch galuta, „Haupt der Diaspora“) war der Führer der jüdischen Gemeinde in Babylon, der seine Herkunft auf König David zurückführte. Als erster jüdischer Herrscher in Babylon wird in der Bibel König Jojachin erwähnt. Das Exilarchat bestand im Perserreich unter den Parthern und Sassaniden, wurde nach der islamischen Expansion fortgeführt und kam unter der Herrschaft von Timur im Jahre 1401 zu einem Ende.

## Exilarchat im Perserreich
Da sich nach der Zerstörung Jerusalems im Jahre 70 die jüdische allgemeine Einstellung gegenüber Rom verschlechterte, förderten die Parther im Perserreich, wo eine zahlreiche jüdische Gemeinde lebte, den Aufbau einer örtlichen jüdischen Führungsschicht, die sie in ihrem Kampf gegen Rom unterstützte. Erste Beweise der Existenz des Exilarchen stammen aus dem zweiten nachchristlichen Jahrhundert. Nach der Machtübernahme der Sassaniden im Jahre 226 wurde die jüdische Selbstverwaltung zunächst unverändert fortgeführt. Schapur I. legitimierte die Rolle des Exilarchen bei der Verwaltung von jüdischen Angelegenheiten und forderte dafür Gehorsam gegenüber staatlichen Gesetzen, insbesondere bei Regelungen des Landbesitzes und der Eintreibung von Steuern. Der Amoräer (talmudischer Gelehrter) Samuel traf mit Schapur eine Vereinbarung und fasste diese mit den Worten „Dina de-malchuta dina“ zusammen, d. h.: „Das Gesetz der (örtlichen) Regierung ist Gesetz“. Während der nächsten vier Jahrhunderte genoss die jüdische Gemeinde, abgesehen von einigen kurzen Unterbrechungen, eine sichere Position. Unter Peroz I. wurden Juden und Christen verfolgt, und der Exilarch Huna V. wurde im Jahre 470 hingerichtet. Nach der Thronbesteigung von Chosrau I. beruhigte sich die Lage wieder.

## Das Amt während der arabischen Periode
Der erste Exilarch der arabischen Periode war Bustanai. Die Spaltung zwischen Rabbaniten (Anhängern der rabbinischen Tradition) und Karäern führte zu einem Niedergang im Status der Exilarchen und zu einer Beschränkung ihrer Autorität. Kalif Al-Ma'mun bewilligte das Gesuch der Karäer, ihren Leiter als Nasi ihrer Gemeinde anzuerkennen. Die Exilarchen standen in enger Beziehung zu den Geonim, d. h. den Leitern der Akademien von Sura und Pumbedita, und beteiligten sich auch am Einkommen dieser Akademien, das in der ganzen Diaspora gesammelt wurde.
Die Einsetzung des Exilarchen gestaltete sich jeweils zu einer prachtvollen Zeremonie, die mit einem festlichen Gottesdienst in der Synagoge am Sabbat abgeschlossen wurde. Der Name des Exilarchen wurde im Kaddisch erwähnt, er erhielt vom Volk Geschenke und lud während sieben Tagen Gäste zu sich nach Hause ein. Die arabischen Historiker, welche dieses Amt erwähnen, betonen die Herkunft aus dem Hause David als unerlässliche Wahlvoraussetzung.
Der mongolische König Hülegü, der mit der Eroberung von Bagdad am 10. Februar 1258 das abbasidische Kalifat beseitigte, ließ die jüdische Gemeinde und ihren Exilarchen Samuel ben David unbeschadet. Von den Exilarchen der folgenden Jahre sind kaum mehr als die Namen bekannt. 1401 wurde das Exilarchat durch Timur abgeschafft. Bis zum Beginn des 18. Jahrhunderts ernannten die Gouverneure der großen irakischen Städte einen reichen Juden als sarrāf bāshī („Hauptbankier“), der auch als Nasi der örtlichen Juden amtierte. Seine Kompetenzen entsprachen ziemlich genau dem babylonischen Exilarchen im Mittelalter. Seit 1849 wurden die Funktionen des Nasi innerhalb des Osmanischen Reiches auf den Hahambaşı übertragen.

## Exilarchen
Rabbinische Zeit
- Nachum (135)
- Jochana'an
- Scha'aphat
- Anani (Huna; um 215)
- Nathan Mar 'Ukban (226)
- Huna II.
- Nathan Mar 'Ukban  II.
- Nehemia (313)
- Nathan Mar 'Ukban III. von Zuta (337)
- Huna III.
- Abba
- Nathan
- Mar Kahana
- Huna IV (-441)
- Mar Sutra (Bruder von Huna IV.)
- Kahana II. (Sohn von Mar Sutra)
- Huna V. (-470; Sohn von Mar Sutra)
- Huna VI. (-508; Sohn von Kahana II.)
- Mar Sutra II. (-520 oder 502)
- Mar Ahunai
- Kafnai (Hofnai; 2. H. 6. Jhd.)
- Haninai (580–590/591)
- Bostanai (um 640-; Sohn von Haninai)
- Haninai ben Adoi
- Hasdai I.
- Schelomo (Salomon; 730–761; Sohn von Hasdai I.)
- Jizchak (Isaak) Ischkawi I.
- Jehuda (Juda) Sakkai (Babawai)
- Mosche (Moses)
- Jizchak Ischkawi II.
- David ben Jehuda (um 790)
- Natronai
- Hasdai II.
- 'Ukba (918)
- David ben Sakkai (921)
- Josiah (al-Hassan; 930; Gegen-Exilarch; Bruder von David)
- Jehuda (Juda; Sohn von David)
- Hesekia (vor 1038–1040)